# 路园镇
路园镇，是中华人民共和国甘肃省定西市渭源县下辖的一个乡镇级行政单位。

## 行政区划
路园镇下辖以下地区：
王家山村、东湾村、峪岭村、三合口村、胜利村、双轮磨村、大路村、锹甲铺村、盛家坪村、潘家岔村、陆家湾村和小园子村。